# Maragda envellutada
La maragda envellutada (Cordulia aenea) és una espècie odonat anisòpter de la família Corduliidae, present a Catalunya.

## Descripció
És de color verd metàl·lic i bronze, i el seu tòrax està recobert de pèls fins. Té els ulls verds brillants. Els adults fan al voltant de 5 cm de longitud i volen de maig a juliol de cada any.
Les nimfes viuen durant tres anys en diferents etapes. Els adults viuen durant només dos mesos, durant els quals s'aparellen i les femelles dipositen els seus ous de nou a l'aigua.

## Hàbitat
Aquesta espècie viu en boscos prop dels llacs i llacunes; pon els ous a l'aigua i les seves larves són aquàtiques.

## Distribució
Es troba a Euràsia. A Europa des de França (excepte sud) a Finlàndia (excepte l'extrem nord) i Rússia.
Les poblacions europees del Sud són més fragmentades; freqüenten els llacs de muntanya fins a aproximadament 2000 m.  
És una espècie present a Catalunya i a la península Ibèrica.

## Galeria

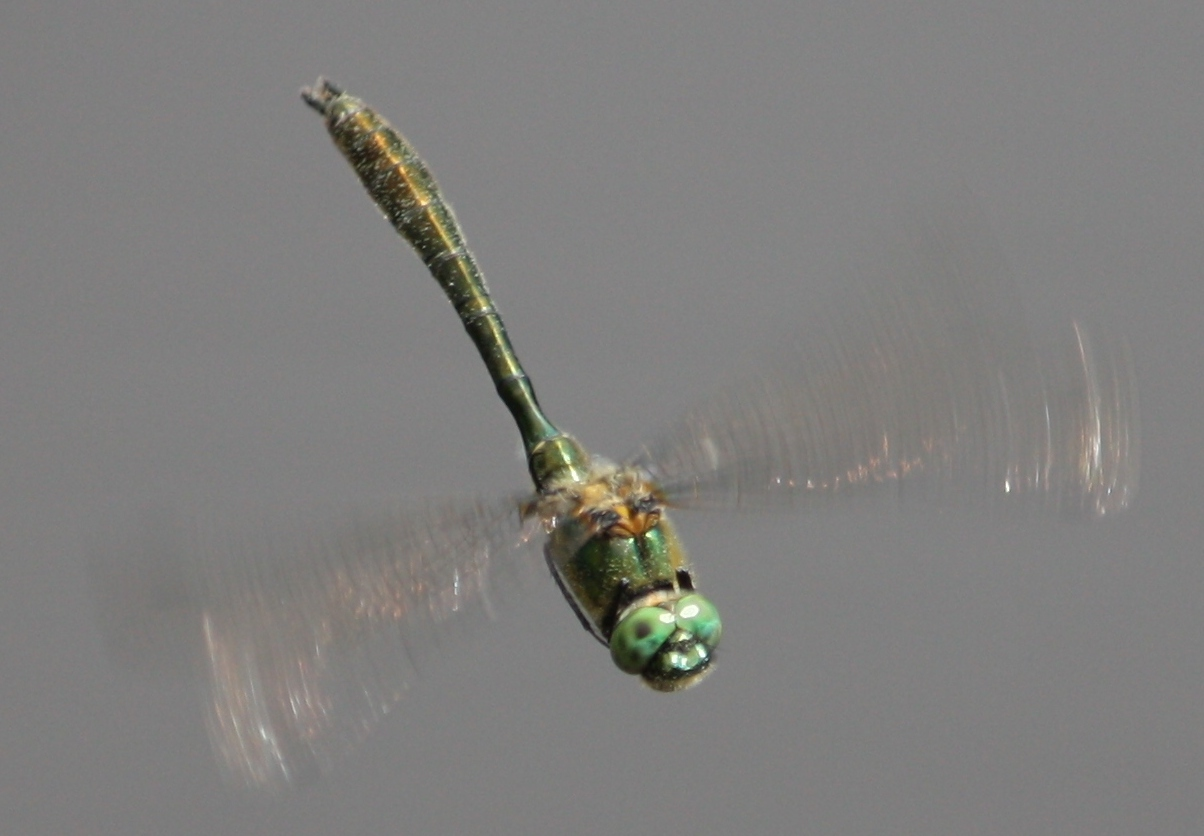
Cordulia aenea en vol
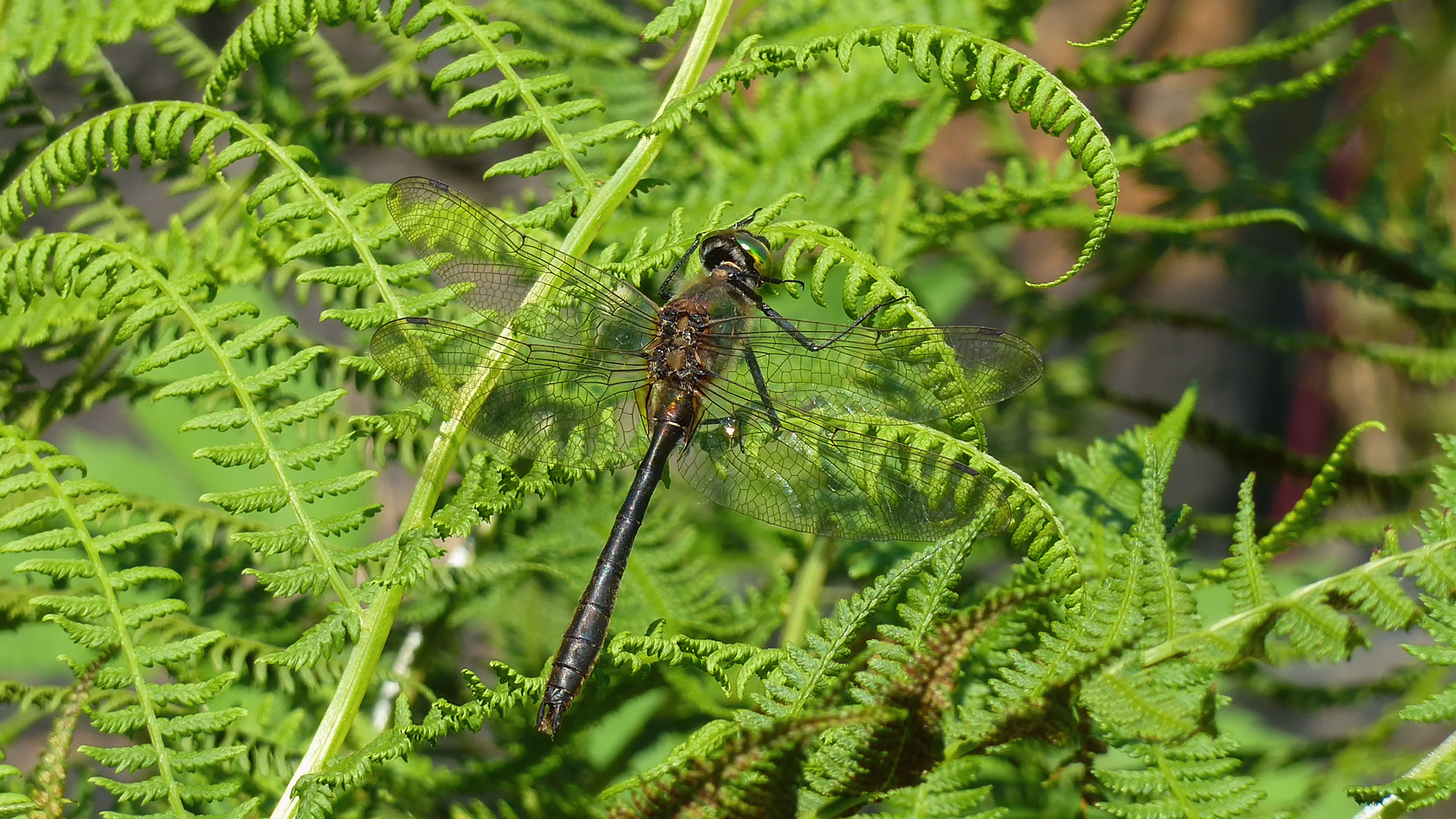
Cordulia aenea
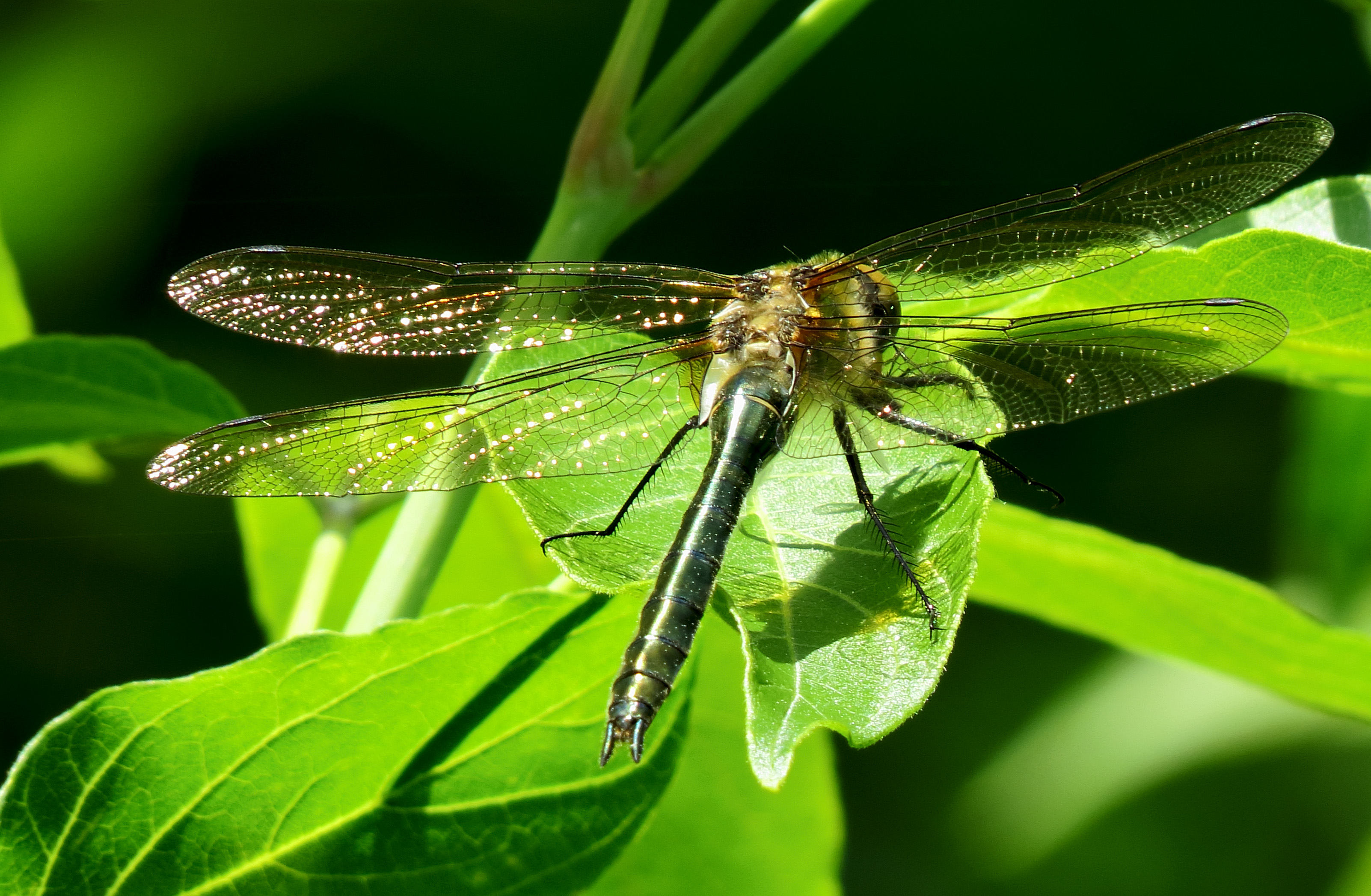
Cordulia aenea
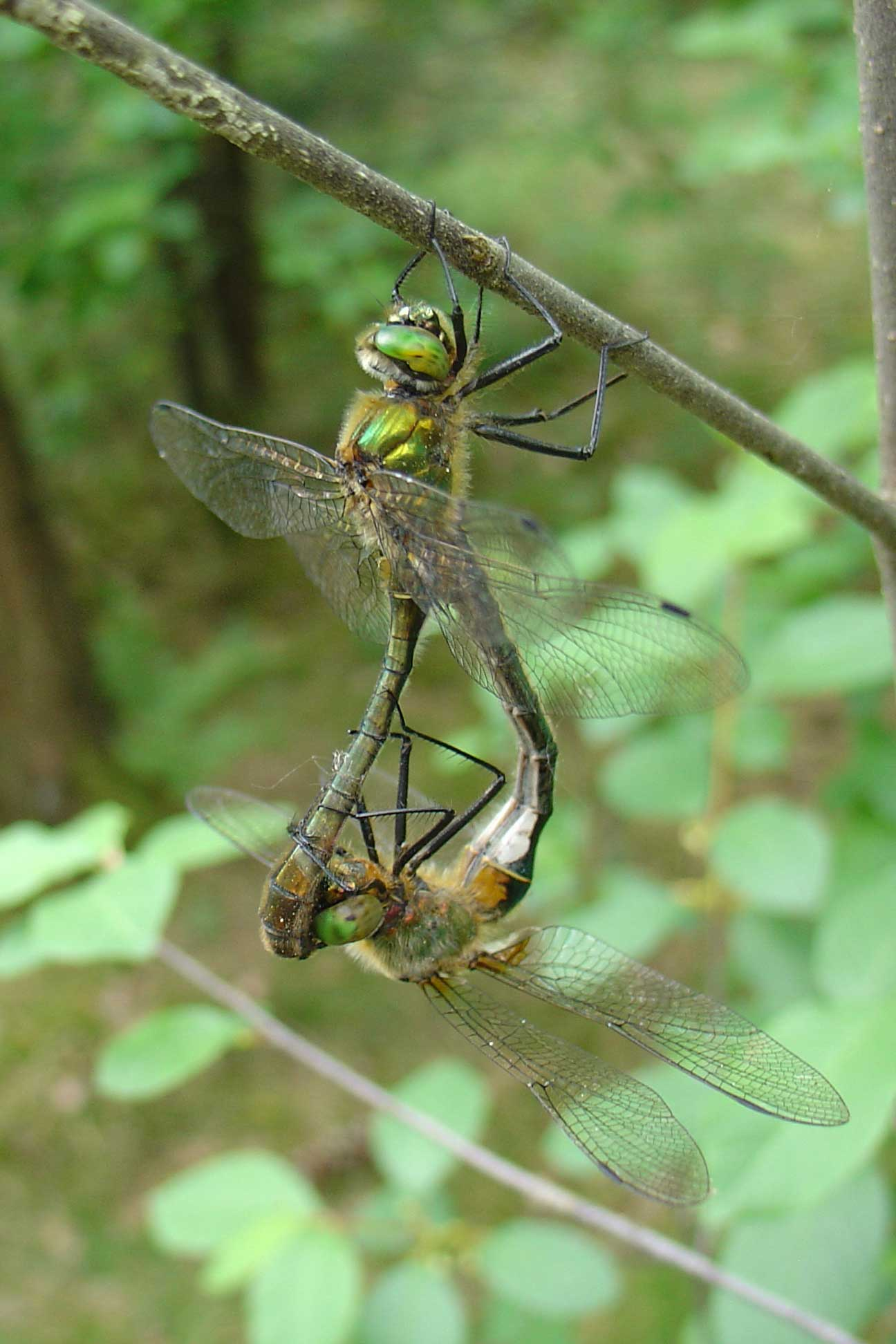
Cordulia aenea còpula
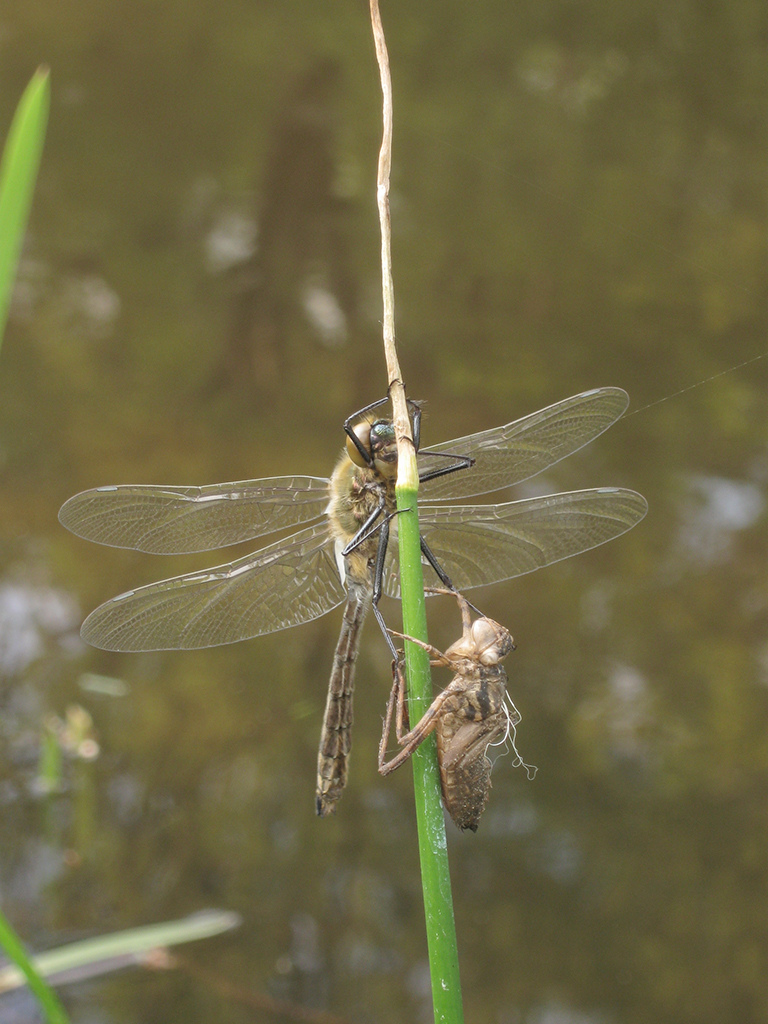
Cordulia aenea emergència